# H. Bonciu

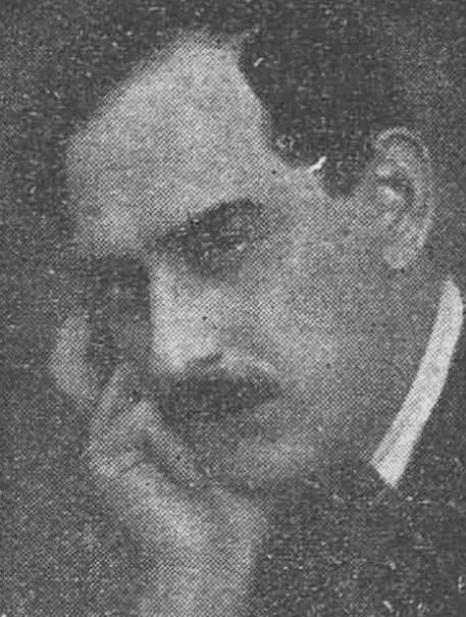
H. Bonciu

H. Bonciu (* 19. Mai 1893 in Iași; † 27. April 1950 in Bukarest, eigentlich Bonciu Haimovici) war ein rumänischer Lyriker und Prosaschriftsteller.
Bonciu, der auch unter anderen Pseudonymen, Sigismund Absurdul und Bon-Tsu-Has, schrieb, gilt als ein Vertreter der rumänischen Avantgarde der ersten Hälfte des 20. Jahrhunderts. Seine absurden und von schwarzem Humor durchtränkten Texte veröffentlichte er meist in den einschlägigen rumänischen Zeitschriften.

## Werke
- Lada cu nuci, 1932
- Eu și Orientul, 1933
- Poemele către Ead, 1933,
- Bagaj, 1934
- Pensiunea doamnei Pipersberg, 1936
- Brom, 1939

Im 1988 bei Philipp Reclam jun. Leipzig erschienenen Texte der rumänischen Avantgarde 1907–1947 sind deutsche Übersetzungen einiger seiner Gedichte zu finden.
| Personendaten    | Personendaten                                                          |
| ---------------- | ---------------------------------------------------------------------- |
| NAME             | Bonciu, H.                                                             |
| ALTERNATIVNAMEN  | Haimovici, Bonciu (wirklicher Name)                                    |
| KURZBESCHREIBUNG | rumänischer Lyriker und Prosaschriftsteller der rumänischen Avantgarde |
| GEBURTSDATUM     | 19. Mai 1893                                                           |
| GEBURTSORT       | Iași, Rumänien                                                         |
| STERBEDATUM      | 27. April 1950                                                         |
| STERBEORT        | Bukarest, Rumänien                                                     |